# مشتبهات القرآن
مشتبهات القرآن، تأليف أبي الحسن علي بن حمزة الكسائي، أحد القراء السبعة، ومن علماء اللغة والنحو، يذكر فيه ما تشابه من ألفاظ القرآن، وتناظر من كلمات الفرقان؛ ليكون عونا للقارئ على قراءته، وتقوية على حفظه. 
وقد ذكر في الكتاب أحد عشر بابا، فيذكر عنوان الباب ثم يتناول مواضع المتشابه في القرآن بترتيب السور في المصحف، ولم يخرج المصنف عن هذا الترتيب إلا قليلا. وقد طبع الكتاب طبعتين بتحقيقين مختلفين، أولهما بعنوان (متشابه القرآن) والثانية بعنوان (مشتبهات القرآن).

## موضوع الكتاب وسبب التأليف
ذكر المؤلف في مقدمة كتابه أنه يذكر فيه ما تشابه من ألفاظ القرآن، وتناظر من كلمات الفرقان؛ ليكون كتابنا هذا عونا للقارئ على قراءته، وتقوية على حفظه. 
وقد جعل المؤلف كتابه في أحد عشر بابا، أولها: باب الواحد، يذكر ما جاء في القرآن مرة وليس له نظير، ثم باقي الأبواب يذكر ما جاء في القرآن مكررا، ابتداء من مما تكرر مرتين إلى تسع مرات، ثم ما جاء في أحد عشر مرة، ثم خمس عشرة مرة، وآخرها ما ورد عشرين مرة.

## منهج المؤلف في الكتاب
بدأ المؤلف كتابه بمقدمة؛ أشار فيها إلى الدوافع التي حملته على التأليف، وهي: المعونة على حفظ القرآن الكريم وتثبيته. وذكر أنه استقصى مواضع المتشابه في القرآن كي يكون كتابه كافيا في هذا الباب، ويغني عن غيره.
ثم بدأ المؤلف في ذكر أبواب الكتاب، فيذكر عنوان الباب ثم يتناول مواضع المتشابه في القرآن بترتيب السور في المصحف، ولم يخرج المصنف عن هذا الترتيب إلا قليلا. وهذا الحصر الدقيق لمواضع المتشابه يشهد بتمكّن الإمام الكسائيّ في حفظ القرآن الكريم والإحاطة بمواضع المتشابه فيه.
كما أن المؤلف يعنى بإيضاح رسم الحرف الذي يخاف معه اللبس، وضبط حركة الحرف أحيانا، وقد يذكر للسورة أكثر من اسم، كما أنه يشير إلى اختلاف القراءة في اللفظة أحيانا. 

## أهمية الكتاب
تكمن أهمية الكتاب أنه يتعلق بنوع من أنواع علوم القرآن الكريم، فهو من أول ما صنف في موضوع الآيات المشتبهات، ومؤلفه من أبرز قراء القرآن وعلماء اللغة، فهو أحد القراء السبعة، وقد صنف كتابه هذا ليكون عونا على حفظ القرآن الكريم وضبطه وتثبيته.

## طبعات الكتاب
- طبعة بعنوان (متشابه القرآن) وهي بتحقيق صبيح التميمي، ونشرتها كلية الدعوة الإسلامية بطرابلس – ليبيا، عام 1994م.

- طبعة بعنوان (مشتبهات القرآن) وهي بتحقيق محمد محمد داود، ونشرتها دار المنار عام 1418هـ - 1998م.